# Costaceae
{{Taxobox
| name = 
| image = Tapeinochilos ananassae2.jpg
| image_width = 240px
| image_caption = 
| regnum = 
| divisio = 
| classis = 
| ordo = 
| familia = 
| familia_authority = 
| subdivision_ranks = родови
| subdivision = 
- -{Monocostus
- Dimerocostus
- Chamaecostus
- Cheilocostus
- Costus
- Paracostus
- Tapeinochilos}-

}}
Costaceae је фамилија монокотиледоних биљака из реда Zingiberales. Обухвата 6 родова са око 100 врста, распрострањених у тропским деловима планете.